# Коксарайський сільський округ
Коксара́йський сільський округ (каз. Көксарай ауылдық округі, рос. Коксарайський сельский округ) — адміністративна одиниця у складі Отирарського району Туркестанської області Казахстану. Адміністративний центр — село Коксарай.
Населення — 4779 осіб (2021; 4962 у 2009, 5276 у 1999, 5861 у 1989).
Станом на 1989 рік існувала Акинтогайська сільська рада (села Озаколь, Коксарай, Шенгельди, селище Жанкел).

## Склад
До складу округу входять такі населені пункти:
| Населений пункт      | Колишні назви | Населення, осіб (1989) | Населення, осіб (1999) | Населення, осіб (2009) | Населення, осіб (2021) |
| -------------------- | ------------- | ---------------------- | ---------------------- | ---------------------- | ---------------------- |
| Жанкел, село         | -             | 319                    | 268                    | 248                    | 133                    |
| Изаколь, село        | -             | 282                    | 337                    | 257                    | 215                    |
| Коксарай, село       | -             | 4621                   | 4090                   | 3896                   | 3763                   |
| --Будинок відпочинку | -             | -                      | -                      | -                      | 12                     |
| Шенгельди, село      | -             | 639                    | 581                    | 561                    | 656                    |